# Andrzej Kobylański
Andrzej Kobylański (* 31. Juli 1970 in Ostrowiec Świętokrzyski) ist ein ehemaliger polnischer Fußballspieler und heutiger -trainer und -funktionär.

## Karriere

### Als Spieler

#### Vereine
Kobylańskis Jugendverein war KSZO Ostrowiec Świętokrzyski. Dort spielte er bis 1989. Dann wechselte er zu Siarka Tarnobrzeg in die zweite Liga. Im Dezember 1992 verließ der Stürmer Siarka Tarnobrzeg und ging zum deutschen Bundesligisten 1. FC Köln. Sowohl dort als auch bei seinen anderen Stationen in Deutschland konnte er sich nie langfristig einen Stammplatz sichern. So waren seine drei Jahre von 2000 bis 2003 bei Energie Cottbus auch schon die längste Zeit, die er bei einem Verein verbrachte. Zwischenzeitlich spielte er noch für Tennis Borussia Berlin, Hannover 96, SV Waldhof Mannheim und in Polen für Widzew Łódź und Wisła Płock. Nachdem er sich auch beim Wuppertaler SV Borussia in der Hinrunde 2004/05 der Regionalliga aufgrund von Verletzungsproblemen nicht hatte durchsetzen können, wechselte er im Januar 2005 zum Bezirksligisten SV Rot-Weiß Bad Muskau, wo er im Winter 2007/08 seine Karriere beendete.

#### Nationalmannschaft
Von 1992 bis 1993 spielte Kobylański für die polnische Fußballnationalmannschaft. Er kam insgesamt zu sechs Einsätzen, konnte jedoch kein Tor erzielen.

### Als Trainer und Funktionär
Nachdem er zunächst von 2008 bis Ende Dezember 2011 als Scout von Energie Cottbus gearbeitet hatte, war er von Januar bis Anfang März 2012 Co-Trainer unter Dariusz Pasieka beim polnischen Erstligisten KS Cracovia. Im Januar 2013 wurde er als neuer Sportdirektor beim polnischen Erstligisten Korona Kielce vorgestellt.

### Statistik
- 1. Bundesliga
12 Spiele; 1 Tor 1. FC Köln
76 Spiele; 7 Tore FC Energie Cottbus

- 2. Bundesliga
10 Spiele Tennis Borussia Berlin
89 Spiele; 21 Tore Hannover 96
55 Spiele; 16 Tore SV Waldhof Mannheim

- Regionalliga Nord
7 Spiele; Wuppertaler SV Borussia

## Familie
Sein in Berlin geborener Sohn Martin Kobylański (* 8. März 1994) ist ebenfalls Profifußballspieler.